# Masacre de Covina
La masacre de Covina ocurrió el 24 de diciembre de 2008, en Covina, una población en los suburbios de Los Ángeles, California, Estados Unidos. Nueve personas fueron asesinadas, unas por heridas de arma de fuego otras en el incendio provocado dentro de su casa en 1129 East Knollcrest Drive, donde celebraban la cena de Nochebuena. El perpetrador, Bruce Jeffrey Pardo de cuarenta y cinco años había entrado en la casa vistiendo un disfraz de Santa Claus, y se suicidó más tarde de un disparo en la cabeza en la residencia de su hermano. Las autoridades citaron problemas maritales como el probable motivo para el acto de violencia; los informes indicaron que el divorcio de Pardo había finalizado formalmente el 18 de diciembre, una semana antes de la masacre de su familia política.

## Perpetrador
Pardo, nacido en el Valle de San Fernando, se había licenciado del John H. Francis Polytechnic High School en Sun Valley, Los Ángeles y la California State University, Northridge. Trabajó en el Laboratorio de propulsión a chorro en La Cañada Flintridge. Conoció a Sylvia Orza, posteriormente Sylvia Pardo, en 2004.

## Detalles

### Ataque
Aproximadamente a las 23:30 p. m., Bruce Jeffrey Pardo, vestido con un traje de Santa Claus, tocó el timbre en la puerta de sus exsuegros, donde en ese momento celebraba la Nochebuena una familia numerosa, reuniéndose con los padres todos los hermanos con sus respectivos cónyuges e hijos, un total de 25 personas, con un paquete envuelto en papel de regalo que contenía un lanzallamas de fabricación casera en un trolley y dos pistolas de 9mm semiautomáticas, también portaba dos pistolas semiautomáticas 9mm adicionales. Al abrirse la puerta, Pardo sacó las dos pistolas e inmediatamente disparó a su sobrina política de 8 años Katrina Yuzefpolsky, hija de Leticia Yuzefpolsky, una hermana de Sylvia Pardo, que al verle por la ventana había corrido a saludarle, hiriéndola gravemente en la cara. Dio unos pasos al interior y comenzó a disparar indiscriminadamente sobre los asustados asistentes a la fiesta que trataban de huir. La policía especuló que Pardo pudo haber rematado con un disparo en la cabeza a algunas de las víctimas más cercanas, utilizando una de las pistolas adicionales.
Después del tiroteo, Pardo desenvolvió el paquete que contenía el lanzallamas casero, y lo utilizó para rociar con gasolina de combustible de carreras e incendiar la casa. Nueve personas murieron por los disparos o el fuego, y otras tres resultaron heridas: la niña de ocho años que fue disparada en la cara, una chica de dieciséis años que recibió un disparo en la espalda, y una joven de veinte años que se rompió un tobillo al saltar desde una ventana del segundo piso. Uno de los supervivientes llamó a las autoridades durante el ataque, después de huir a la casa de un vecino. El fuego resultante se extendió muy rápido y con virulencia debido al combustible esparcido y los adornos navideños, tardando ochenta bomberos una hora y media en extinguirlo. Debido a la intensidad del fuego, la identificación de las víctimas se realizó a través de los registros médicos y dentales.

### Muerte del sospechoso y consecuencias
Después del ataque, Pardo se puso su ropa de calle y condujo su Dodge Caliber de alquiler hasta la casa de su hermano en Sylmar, aproximadamente a 30 millas (50 kilómetros) de la escena del crimen, donde este lo encontraría muerto en el sofá tras dispararse en la cabeza. Su hermano no estaba en casa al momento de la muerte de Pardo. Inicialmente se creyó que Pardo pretendía huir a Canadá en avión porque había comprado un billete de vuelo de la aerolínea Air Canada. Sin embargo, posteriormente se descubrió que el itinerario de vuelo, con Northwest Airlines, era de Los Ángeles a Moline, Illinois (con una escala en Minesota). Pardo había llamado días antes a un amigo del instituto para comentarle que planeaba visitarle pero los detectives no estaban seguros de si realmente pretendía realizar esa visita o si el vuelo era un engaño para los investigadores. Había visitado a ese amigo antes, en octubre de 2008 para asistir a su cumpleaños. Otros informes declararon que el traje de Santa Claus se había derretido parcialmente durante el ataque con lanzallamas y se le había adherido a la piel sin poder sacárselo.
Al parecer, con esas gravísimas quemaduras de tercer grado en ambos brazos, Pardo decidió ir contra el plan inicial de simplemente huir. La policía encontró 17.000 dólares en efectivo atados a sus piernas. Su coche de alquiler, aparcado a una cuadra de la casa de su hermano, había sido manipulado con los restos de su traje de Santa Claus y pólvora que luego hará detonar el vehículo. También se recuperaron de la escena cuatro rondas de trece cartuchos de gran calibre vacíos, y al menos 200 cartuchos. Considerando que dentro del coche podía haber una posible amenaza, un equipo de artificieros activó el dispositivo incendiario, quemando y destruyendo el vehículo. En la casa de Pardo en Montrose, la policía encontró cinco cajas vacías de armas semiautomáticas, una escopeta Benelli M2 táctica y un bidón de gasolina de alto octanaje. También lo que fue descrito como "una bomba de fabricación casera".

## Víctimas
Al menos tres de las víctimas murieron por heridas de bala, mientras otras cuatro murieron por heridas de bala y el fuego. Las otras dos muertes fueron a causa solo del fuego. Trece menores quedaron huérfanos después de la masacre, y otros dos perdieron a su progenitora. Las víctimas fueron: 
| Nombre                   | Edad | Relación         | Causa de muerte                      |
| ------------------------ | ---- | ---------------- | ------------------------------------ |
| Sylvia Ortega Orza Pardo | 43   | Exesposa         | Herida de bala                       |
| Alicia Sotomayor Ortega  | 70   | Ex-suegra        | Herida de bala en el abdomen         |
| Joseph S. Ortega         | 80   | Ex-suegro        | Varias heridas de bala               |
| Charles Ortega           | 49   | Ex-cuñado        | Heridas de bala e inhalación de humo |
| Cheri Lynn Ortega        | 45   | Ex-concuñada     | Heridas de bala e inhalación de humo |
| James Ortega             | 51   | Ex-cuñado        | Heridas de bala e inhalación de humo |
| Teresa Ortega            | 52   | Ex-concuñada     | Heridas de bala e inhalación de humo |
| Alicia Ortega Ortiz      | 46   | Ex-cuñada        | Muerta en el fuego                   |
| Michael Andre Ortiz      | 17   | Sobrino político | Muerto en el fuego                   |

## Motivo
La policía informó que el motivo más probable del ataque estaba relacionado con problemas maritales. Los Pardo habían firmado el divorcio la semana anterior. Bruce Pardo no tenía antecedentes penales y ninguna historia de violencia. Había sido despedido de su trabajo como ingeniero eléctrico en ITT Electronic Systems, Radar Systems en julio. Se especula que el divorcio pudo haber sido causado por Pardo ocultar la paternidad de un niño nacido en una relación anterior. En 2001, Pardo vivía con su entonces novia y el hijo fruto de su relación, de trece meses, cuando el niño resultó con daños cerebrales al caer en un descuido a la piscina mientras su novia le dejaba con él.
Su relación con Sylvia fue la más estable de su vida y la pareja se casó en enero de 2006, pero pronto se separaron después del matrimonio, cuando el señor Pardo rechazó abrir una cuenta conjunta con la señora Pardo; también esperaba que la mujer cuidara de los tres hijos que ella tenía de un matrimonio anterior con sus propias finanzas.
En junio de 2008, el tribunal de divorcios había ordenado a Bruce Pardo pagar 1.785 dólares mensuales como manutención. Por entonces compró la primera pistola. Durante el proceso de divorcio, Bruce confió a un amigo que su mujer "le estaba llevando a la ruina." En julio, Pardo fue despedido por facturar horas de trabajo falsas y el tribunal suspendió los pagos de manutención "debido a dificultades laborales". En agosto compró la segunda pistola. En noviembre ya había adquirido el disfraz y el bidón de gasolina de alto octanaje.
Pardo debía pagarle a Sylvia 10.000 dólares como parte del acuerdo de divorcio, según documentos del tribunal. Sylvia se quedó con el anillo de compromiso y el perro familiar. En una declaración judicial, Pardo se quejó de que Sylvia vivía con sus padres, no pagando alquiler, y había gastado generosamente en un coche de lujo, viajes de juego a Las Vegas, comidas en caros restaurantes, masajes, y clases de golf.

## Cultura popular
Poly Styrene, la cantante principal de X-Ray Spex, grabó una canción en 2010 titulada "Black Christmas", que contiene referencias a la masacre.
Boombox Poets grabaron una canción en 2010 titulada "Santa Syndrome", que se basa libremente en referencias a la masacre y también en sus propias vidas.
En la película de 2012 Silent Night, un personaje cuenta la historia de un hombre que se puso un traje de Santa Claus, y utilizó un lanzallamas casero para atacar una fiesta de Navidad a la que asistía su exesposa.